# 日向丈
日向 丈（ひゅうが じょう、1972年3月23日 - ）は、日本の俳優。岩手県出身。アパッチ、ステッカーを経て、現在はフリー。身長178cm。体重68kg。

## 人物・概歴
- 芸名は怪優、麿赤兒が命名。麿赤兒は日向丈本人の依頼で芸名三候補を用意し半紙にしたためたものを用意し、吉祥寺の喫茶・珈琲家族にママチャリで向かっていた。ところが、前かごに入れていた半紙三枚のうち一枚が風に飛ばされた。残った半紙二枚に書かれた芸名候補は、現在名乗っている日向丈、もうひとつは「南部 鉄」であった。東北出身の日向丈本人は「南部鉄器」の名前をプレッシャーに感じ、もうひとつの候補だった「日向丈」を選んだ。

- 2014年唐沢寿明主演の映画『イン・ザ・ヒーロー』では、メインキャストである下落合ヒーローアクションクラブ（HAC）メンバー（唐沢寿明、黒谷友香、寺島進、草野イニ、日向丈）神龍戦士ドラゴンフォーではドラゴングリーンのスーツアクターを演じている[2]。

## 出演

### 映画
- 狼たちの復讐（1997年）
- チャカ 〜LONELY HITMAN〜（1998年）
- サソリ（1998年）
- ショムニ（1998年）
- ビッグ・ショー!ハワイに唄えば（1999年）
- MONDAY（1999年）
- アナザヘヴン（2000年）
- NINE（2000年）
- sWinG maN（2000年）
- コンセント（2002年）
- KT（2002年）
- パコダテ人（2002年）
- DRIVE（2002年）
- 超極道（2002年）
- てらしね（2003年）
- 人斬り銀次（2003年）
- 終着駅の次の駅（2003年）
- ゲロッパ!（2004年） - 吉沢
- 村の写真集（2004年）
- 渋谷怪談（2004年）
- パッチギ!（2005年）
- Girl Friend（2005年）
- キスとキズ（2005年）
- 24マイワールド（2005年）
- 亡国のイージス（2005年）
- 誰が心にも龍は眠る（2005年）
- ベロニカは死ぬことにした（2006年）
- 青いうた〜のど自慢 青春編〜（2006年）
- ユモレスク 〜逆さまの蝶〜（2006年）
- キャッチボール屋（2006年）
- キトキト!（2007年）
- パッチギ! LOVE&PEACE（2007年）
- KAMACHOP カマチョップ（2008年）
- 歓喜の歌（2008年）
- 天国のバス（2008年）
- カフェ代官山 〜Sweet Boys〜（2008年）
- カメレオン（2008年）
- ラストゲーム 最後の早慶戦（2008年）
- カフェ代官山II〜夢の続き〜（2008年）
- 花婿は18歳（2009年）
- カフェ代官山III〜それぞれの明日〜（2009年）
- SHORT HOPE〜ささやかな願い〜（2010年）
- 誘拐ラプソディー（2010年） - タカ
- ヒーローショー（2010年）
- おのぼり物語（2010年）
- 愛の言霊〜世界の果てまで〜 （2010年）
- 相棒 -劇場版II- 警視庁占拠! 特命係の一番長い夜（2010年）
- 毎日かあさん（2011年）
- HOME 愛しの座敷わらし（2012年）
- EDEN（2012年） - 南部刑事
- ぼっちゃん（2013年）
- 共に歩く（2014年4月） - 川島ケンジ
- イン・ザ・ヒーロー（2014年） - 下落合ヒーローアクションクラブ 森田真澄（神龍戦士ドラゴンフォー ドラゴングリーン）
- 暗殺教室（2015年3月） - 椚ヶ丘学園理事長 浅野學峯
- ストレイヤーズ・クロニクル（2015年6月） - 三宅
- 表と裏 劇場版2（2015年8月）
- 俳優 亀岡拓次（2016年1月）
- ヒーローマニア-生活-（2016年5月）
- 64（ロクヨン）（2016年5月） - 捜査員吉川 役
- CONFLICT 〜最大の抗争〜（2016年5月） - 経済産業省 官僚 磯山大悟
- エミアビのはじまりとはじまり（2016年9月）
- バースデーカード[3]（2016年10月22日）
- 君のまなざし（2017年5月） - 藤原兼保 役
- 音量を上げろタコ!なに歌ってんのか全然わかんねぇんだよ!!（2018年3月）
- さらば青春、されど青春。（2018年5月、日活） - 寺田利則 役
- 僕の彼女は魔法使い（2019年2月、日活） - 松田貞治 役
- さそりとかゑる（2019年冬） - 町田旭 役
- 心霊喫茶「エクストラ」の秘密-The Real Exorcist-（2020年5月、日活） - 喫茶店マスター 役
- 光を追いかけて（2021年）
- 修羅の世界（2022年） - 山神組若頭 サカキ
- オレンジ・ランプ（2023年） - 栗林人事課長役
- 高野豆腐店の春（2023年8月18日） -  山田寛太 役[4]

### テレビドラマ
- 業界人養成講座（1999年、フジテレビ）
- ピーチな関係（1999年、日本テレビ）
- あっとほーむ（1999年、TBS）
- 賭事女王 -GAMBLE QUEEN-（2000年、フジテレビ）
- おふくろシリーズ17・おふくろのお節介（2001年、フジテレビ）
- 新宿鮫 氷舞（2002年、NHK-BS2）
- Pな彼女 <はたらきモン!> 第2話（2002年、TBS）
- ハッピーゴーゴー ハローランド内ミニドラマ（2002年、フジテレビ）
- 東京美人 ハローランド内ミニドラマ（2002年、フジテレビ）
- 税務調査官・窓際太郎の事件簿9（2002年、TBS）
- 月曜ミステリー劇場 横山秀夫サスペンス「密室の抜け穴」（2003年、TBS）
- みにくいアヒルの子 涙の再会スペシャル（2003年、フジテレビ）
- 怪談新耳袋 -近づく編- 第2話「頼んだで」（2003年、BS-i）
- 金曜エンタテインメント ハマの静香は事件がお好き2（2003年、フジテレビ）
- あなたの隣に誰かいる 第4話（2003年、フジテレビ）
- 世にも奇妙な物語（フジテレビ）
  - '04春の特別編「殺し屋ですのよ」（2004年） - バーテン 役
  - 〜2007秋の特別編〜「カウントダウン」（2007年）- ディレクター 役
- あゝ離婚式（2004年、フジテレビ）
- 法医学教室の事件ファイル19（2004年、テレビ朝日）
- 14ヶ月（2004年、日本テレビ）
- RUNNER'S HIGH ディビジョン1 Stage2（2004年、フジテレビ）
- ヤンエグ!（2005年、テレビ朝日）
- 夫婦スパイ（2005年、BS-i）
- 優しい時間 第8話（2005年、フジテレビ）
- 学問の秋スペシャル!日本の歴史『大化の改新』（2004年、フジテレビ）
- 【超】恐い話＜アオコゾウ＞（2006年、KBS 他）
- ドラマW チルドレン（2006年、WOWOW）
- 不信のとき〜ウーマン・ウォーズ〜（2006年、フジテレビ）
- ハゲタカ 第4 - 6回（2007年、NHK） - 山崎一平 役
- サンシャイン デイズ（2007年、TVK 他）
- 山おんな壁おんな 第10話（2007年、フジテレビ）
- ありふれた奇跡 第11話・最終回（2009年、フジテレビ）
- 大河ドラマ（NHK）
  - 龍馬伝（2010年） - 田山勝太郎 役
  - 青天を衝け（2021年） - 川村純義 役
- 特上カバチ!! 第7話（2010年、TBS）
- 土曜プレミアム特別企画 地下鉄サリン事件15年目の真相（2010年、フジテレビ）
- ドラマスペシャル 警視庁取調官落としの金七事件簿（2010年、テレビ朝日）
- ドラマスペシャル ヤング ブラック・ジャック（2011年、日本テレビ）
- 金曜プレステージ 警部補・佐々木丈太郎4（2011年、フジテレビ） - 村岡祐太 役
- 相棒 （テレビ朝日）
  - season10 第16話「宣誓」（2012年2月15日） - 島内慎吾（元風俗ライター）
  - Season20 第18話「詩集を売る女」（2022年3月9日） -  大倉則之（元銀星会系組員） 役
- エアーズロック（2012年、サンテレビ） - ゴカンブルー / 青木涼 役
- 親父がくれた秘密〜下荒井5兄弟の帰郷〜（2012年9月12日、テレビ東京） - 山崎洋平 役
- ネオ・ウルトラQ 第4話（2013年2月2日、WOWOW） - マーラー 役
- ホリック〜xxxHOLiC〜 第2話（2013年3月3日、WOWOW） - 警官 役
- 連続テレビ小説（NHK）
  - あまちゃん（2013年、NHK連続テレビ小説） - 伊東（寿司屋店員） 役
  - エール 第62回（2020年6月22日） - 佐藤弥一 役
- 七つの会議（2013年7月、NHK土曜ドラマ） - 住田 役
- スペシャルドラマ 遺留捜査スペシャル（2013年11月10日、テレビ朝日） - 村田刑事 役
- ドラマW 埋もれる（2014年3月16日、WOWOW） - 佐野光彦 役
- マルホの女〜保険犯罪調査員〜 第1話（2014年4月11日、テレビ東京） - 鵜飼剛 役
- SAKURA〜事件を聞く女〜 第6話（2014年11月24日、TBS） - 津山晋一 役
- 水曜ミステリー9 罪火（2014年12月10日、テレビ東京） - 水元忠 役
- びったれ!!!（2015年、テレビ神奈川） - 五十鈴 役
- アイアングランマ 第4話（2015年1月31日、NHK BSプレミアム） - 桑原茂 役
- 水曜ミステリー9 保身（2015年7月1日、テレビ東京） - 草薙敏郎 役
- 仮面ライダードライブ 第37話 - 第40話（2015年7月12日 - 8月2日、テレビ朝日） - ジョージ白鐘 / トルネード 役
- 刑事7人 （テレビ朝日）
  - SEASON1 第4話（2015年8月5日） - 木戸明信 役
  - SEASON8 第6話（2022年8月17日） - 横崎孝志 役
- 月曜ゴールデン 魔性の群像 刑事・森崎慎平3（2015年11月9日、TBS） - 設楽恭雄 役
- 釣りバカ日誌〜新入社員 浜崎伝助〜 第6話（2015年11月27日、テレビ東京） - 矢野 役
- 警視庁ゼロ係〜生活安全課なんでも相談室〜（2016年1月15日 - 2月26日、テレビ東京） - 早野宏 役
- おかしな刑事14（2016年10月22日、テレビ朝日） - 村西健 役
- 逃げるは恥だが役に立つ（2016年10月 - 12月、TBS） - 重森部長 役
- スリル!〜赤の章・黒の章〜（2017年2月 - 3月、NHK） - 大畑健一郎 役
- マッサージ探偵ジョー（2017年4月 - 7月、テレビ東京） - 支配人 役
- プラージュ（2017年、WOWOW） - 佐口課長 役
- トットちゃん!（2017年10月 - 12月、テレビ朝日） - 田口修治 役
- 99.9-刑事専門弁護士- SEASON II 第6話（2018年2月25日） - 立川南警察署の刑事
- 小京都連続殺人事件4（2019年、フジテレビ） - 黒木俊明 役
- 歌舞伎町弁護人 凛花（2019年4月13日、BSテレ東） - 堀切 役[5]
- やすらぎの刻〜道（2019年、テレビ朝日） - 堺茂 役
- 特捜9 season3 第1話（2020年4月8日、テレビ朝日） - 湯川豪 役
  - 特捜9 final season 第9話（2025年6月4日） - 藤本央介 役[6]
- 日曜プライム 刑事ゼロ SP（2020年6月7日、テレビ朝日） - 経済評論家 篠崎武宣 役
- 月曜プレミア8 ドンナビアンカ〜刑事 魚住久江〜（2020年10月5日、テレビ東京） - 後藤太一 役
- やっぱりおしい刑事 第2シリーズ（2021年、NHK BSプレミアム） - 渡辺秘書 役
- イチケイのカラス（2021年、フジテレビ） - 畠山弁護士 役
- 青天を衝け 第15、17回 (2021年、NHK大河ドラマ) - 川村純義役
- 孤独のグルメ Season9 第6話（2021年8月14日、テレビ東京） - 森本 役
- おいハンサム!! 第3話・第5話（2022年1月22日・2月5日、東海テレビ・フジテレビ） - 多田 役[7]
- 好感度上昇サプリ（2023年、テレビ東京) - レギュラー・部長役
- 転職の魔王様 第8話（2023年9月4日、関西テレビ・フジテレビ） - ほっとニュースの上司 役
- スーパーのカゴの中身が気になる私 7話（2023年、中京テレビ） - 豊田豊役
- ポケットに冒険をつめこんで 第1話（2023年10月20日、テレビ東京） - 岩倉武 役
- おいハンサム!!2 第2話・第3話・第5話 - 第7話(2024年4月6日、東海テレビ・フジテレビ系全国ネット土ドラ) - 多田役
- 降り積もれ孤独な死よ 第1話・第2話（2024年7月7日・14日、読売テレビ・日本テレビ） - 宇垣慎太 役[8]
- ビリオン×スクール 第4話（2024年7月26日、フジテレビ）[9]
- 最寄りのユートピア（2024年9月25日、フジテレビ） - 柏木 役[10]
- 秘密〜THE TOP SECRET〜 第1話（2025年1月20日、関西テレビ・フジテレビ） - 捜査一課刑事 役[11]

### 配信
- ショートシネマ『カナコの企画書』（2019年、製作：古河機械金属株式会社）
- 全裸監督 シーズン2 (2021年、Netflix） - 刑事役

### CM
- 日本マクドナルド 企業広告＜ひろがる笑顔＞編（2002年）
- 中外製薬 新グロモント 炎のマーク編
- SHOP99（2005年）
- 韓国農水産物流通公社 サムゲタン篇（2007年）
- 外為オンライン オフィス篇（2008年 - 2010年）
- フェルゼア（2014年 - ）
- マルハニチロ 「お父さんのお弁当箱」編(2020年 - )
- エバーグリーンマーケティング(2021年)
- NHK「何ナニ4K」不動産編(2023年)

### Vシネマ
- タクシードライバーのように（1996年）
- あばれブン屋（1998年）
- Zero WOMAN（1998年）
- 本気!11 陽炎編（1999年）
- 貸間あり（1999年）
- ゼニ学3（1999年）
- 悪銭狩り（2000年）
- 稲川淳二の恐い話＜忘れ物＞（2000年）
- 若頭暗殺史 修羅の男たち（2016年） - 若宮組組長若宮錦吾の実子
- 日本統一50・53・54・55・61・62（2022年・2023年・2024年） - 京浜連合会理事長 坂野充
- CONNECT 覇者への道1・2（2024年） - 東京 八王会本部長 猪俣組組長 猪俣清吉

### 舞台
- いってこい（1997年8月22日 - 24日、新宿シアターモリエール、すいません劇場）
- 世紀末三人姉妹（2004年、劇団たいしゅう小説家）